# Dinurothrips vezenyii
Dinurothrips vezenyii är en insektsart som beskrevs av Bagnall 1919. Dinurothrips vezenyii ingår i släktet Dinurothrips och familjen smaltripsar. Inga underarter finns listade i Catalogue of Life.